# De banneling
De banneling is het 79ste stripverhaal uit de reeks van De Rode Ridder. Het is geschreven en getekend door Karel Biddeloo. De eerste albumuitgave was in 1977.

## Het verhaal
De Rode Ridder maakt tijdens een van zijn zwerftochten kennis met Mordor. Die heeft een vete met de jonge Aram. Hij vraagt De Rode Ridder om Aram uit de weg te ruimen en zijn zegelring af te nemen. Johan vermoedt dat er iets niet pluis is maar besluit het spelletje mee te spelen. Een mysterieuze man met panfluit heeft dit alles echter gezien en kan door enkele fluittonen Johan tegenhouden in de bossen. Zo kan Yrrim als eerste bij Aram aankomen om hem te waarschuwen. De plaatselijke herders omringen Aram om hem te beschermen. Eenmaal aangekomen kan Johan echter hun vertrouwen winnen en wordt hij van de ware situatie op de hoogte gebracht. Mordor bleek vroeger rentmeester geweest te zijn op het kasteel van Arams ouders, die echter bij een dubieus jachtongeval om het leven kwamen. Johan gaart op verkenning maar wordt opgemerkt door de honden van Ebert en Hiram, twee dienaars van Mordor. Yrrim, die Johan stiekem gevolgd is slaagt erin om de honden weg te jagen met zijn panfluit en hen zelfs hun meesters te doen aanvallen. Johan besluit de zegelring naar het kasteel te brengen om Aram de kans te geven vermomd achter te komen. onderweg naar het kasteel loopt Johan nog in een hinderlaag van Ebert en Hiram, maar kan de soldeniers makkelijk van zich afslaan. Mordor is dolgelukkig en geeft een groot feest. Dit geeft Amar en Yrrim de gelegenheid om verkleed als narren het kasteel binnen te raken. Yrrim laat Mordor dansen met zijn vrouw Sirtis en door de mysterieuze fluit bekent hij alles. Ebert en Hiram zien dit alles en willen Yrrim en Aram uitschakelen, Mordor springt echter voor hun zwaarden. Ebert wordt hierop geveld door Johan, maar Hiram kan ontsnappen. Johan en Yrrim zetten de achtervolging in en na een korte strijd wordt Hiram uitgeschakeld door een schrille fluittoon van Yrrims panfluit. De Rode Ridder neemt afscheid van allen en verneemt dat Yrrim naar Hamelen trekt om daar iets aan een rattenplaag te doen.